# Sant Joan Lohitzune
Sant Joan Lohitzune (en basc: Donibane Lohizune; en francès i oficialment Saint-Jean-de-Luz) és una ciutat situada al territori de Lapurdi, al departament francès de Pirineus Atlàntics i a la regió de Nova Aquitània i tenia 12.967 habitants el 2013.

## Geografia
Està situada a la riba del golf de Biscaia (mar Cantàbric).

## Història
Està documentada la seva existència des del segle xi. Enric II de Castella va prendre la ciutat el 1374 de camí del Setge de Baiona. A l'església de Sant Joan Baptista, que conté un retaule de 1670, s'hi va celebrar les noces entre Lluís XIV i Maria Teresa d'Àustria, filla de Felip IV d'Espanya, el 1660.

## Personatges cèlebres
- René Lacoste (1904-1996) tennista.
- Miguel Boyer Salvador (1939-2014) polític i economista.
- Bixente Lizarazu (1969) futbolista.

## Vegeu també